# Сурсово
Сурсово — деревня в Конаковском районе Тверской области. Входит в состав Юрьево-Девичьевского сельского поселения.

## География
Находится в юго-восточной части Тверской области на расстоянии приблизительно 9 км на север от центра города Конаково на левом берегу Волги.

## История
Известна была с 1627—1628 годов. В 1859 году учтено было 25 дворов, в 1900 — 26. Ныне имеет дачный характер.

## Население
Численность населения: 191 человек (1859 год), 164 (1900), 1 (русские 100 %)в 2002 году, 1 в 2010.